# Anna Lindberg
Anna Ulrika Lindberg (Karlskoga, 16 novembre 1981) è un'ex tuffatrice svedese.

## Biografia
È figlia della tuffatrice Ulrika Knape, medaglia d'oro ai Giochi olimpici estivi di Monaco di Baviera 1972.
Specializzata nelle gare dal trampolino ha vinto tre titoli europei. Ha rappresentato la Svezia ai Giochi olimpici di Sydney 2000 dove è arrivata quinta nella gara del trampolino 3 metri.

## Palmarès
- Europei di nuoto/tuffi

Siviglia 1997: bronzo nel trampolino 3 m.
Helsinki 2000: bronzo nel trampolino 3 m.
Budapest 2006: oro nel trampolino 1 m e nel trampolino 3 m.
Eindhoven 2008: oro nel trampolino 1 m.
Budapest 2010: argento nel trampolino 1 m.
Torino 2011: oro nel trampolino 3 m e bronzo nel trampolino 1 m.
Eindhoven 2012: oro nel trampolino 1 m e nel trampolino 3 m.
- Europei giovanili

Ginevra 1995: oro nel trampolino 1 m e bronzo nel trampolino 3 m.
Copenaghen 1996: oro nel trampolino 1 m, nel trampolino 3 m e nella piattaforma 10 m.
Edimburgo 1997: oro nel trampolino 1 m e nel trampolino 3 m.
Brasschaat 1998: oro nel trampolino 3 m e argento nel trampolino 1 m.
Aquisgrana 1999: oro nel trampolino 3 m e argento nel trampolino 1 m.